# 神岡庄
神岡庄，為1920年—1945年間存在之行政區，轄屬臺中州豐原郡。今臺中市神岡區。

## 街原名
原屬捒東上堡之神崗庄、新庄仔庄、山皮庄、圳堵庄、北庄、社口庄、大社庄、三角仔庄、下溪洲庄
- 神崗改稱神岡

## 行政區劃
神岡庄轄域內分為神岡、新子、山皮、圳堵、北庄、社口、大社、三角子、下溪洲九個大字。
下溪洲大字下有「後寮」、「後壁厝」小字名